# Antonio Díaz (karateka)

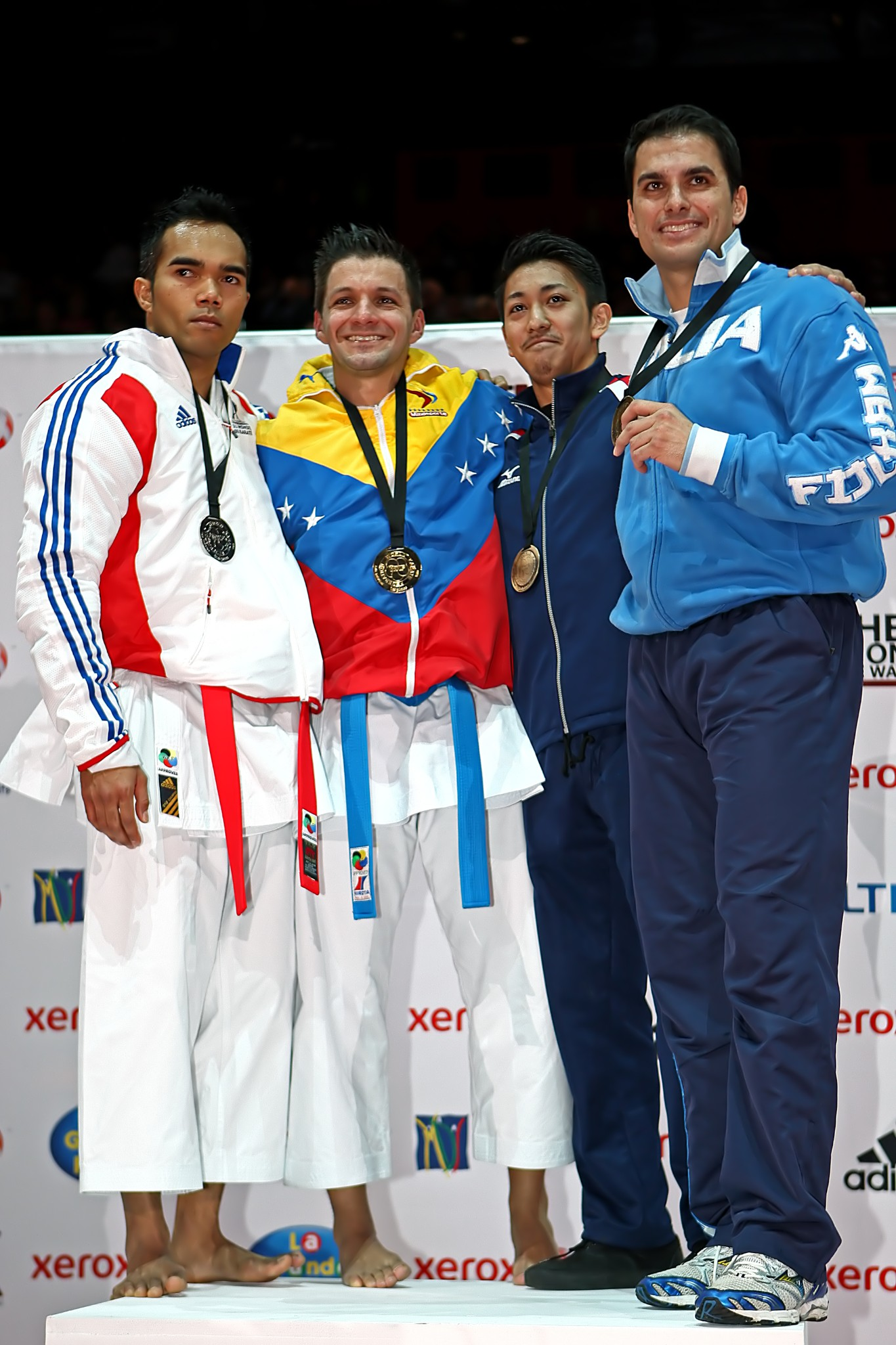

Antonio José Díaz Fernández (Caracas, Venezuela, 12 de junio de 1980) es un karateka venezolano bicampeón mundial en la modalidad de kata (Belgrado 2010 y París 2012). También alcanzó la medalla de oro en los Juegos Mundiales de Duisburgo 2005 y Cali 2013, así como logró el primer lugar en 16 campeonatos panamericanos y 13 campeonatos nacionales de Venezuela.
Antonio también tiene el récord Guinness de más medallas ganadas en el Campeonato Mundial de Karate. Además de eso, Representó a Venezuela en los Juegos Olímpicos de Verano de 2020 en Tokio, Japón. Perdió la competencia por la medalla de bronce en el evento de kata masculino. Díaz obtuvo un diploma olímpico.

## Trayectoria

### Primeros años
Díaz comenzó su carrera en el karate a la edad de 6 años por influencia de su padre. Al principio no le fue bien en el arte marcial, sin embargo el tiempo le permitió desarrollarse. De esta manera logró ser parte de la selección infantil del Estado Miranda, Venezuela, y desde 1997 es miembro de la selección nacional de adultos.

### Carrera
El primer logro de Díaz fue alcanzar el oro en 1993 en V Campeonato Panamericano Juvenil de Karate en la modalidad de kumité en el evento celebrado en Salinas, Puerto Rico. Participó en el Campeonato Panamericano Juvenil de Karate Do hasta la edición de 2000 en Orlando, Estados Unidos, en donde se despidió de los torneos juveniles como campeón en la categoría de kata masculino 18-20 años. Además de esto obtuvo el segundo lugar en la edición de 1996 en la Isla de Margarita, Venezuela y en 1998 en Buenos Aires, Argentina. También logró el tercer lugar en Medellín 1997.
En 1998, logró su primer campeonato del Ciclo Olímpico al alcanzar el primer lugar en los XVIII Juegos Centroamericanos y del Caribe en Maracaibo, Venezuela. En campeonatos del Ciclo Olímpico ha obtenido: 3 medallas de oro en Juegos Bolivarianos, 5 de oro en Juegos Suramericanos, 6 de oro en Juegos Centroamericanos y del Caribe y una de oro y una plata en Juegos Panamericanos.
En 1999 participó en el I Mundial Juvenil de la WFK en Sofía, Bulgaria, en donde quedó de noveno.
Desde 1998 ha participado en el Campeonato Panamericano de la PKF en donde ha logrado 22 medallas y ha estado en el podio en todas las ediciones.
También ha participado en 5 oportunidades en los Juegos Mundiales en donde ha obtenido dos medallas de oro y tres de bronce. En 2017 ganó la medalla de bronce de los Juegos Mundiales de Breslavia.
Fue ganador de las dos primeras ediciones de la Premier League Karate1 en 2011 y 2012.

### Campeonato Mundial de Karaté
El Campeonato Mundial de Karate Do es el principal torneo de karate en el mundo. Se celebra cada dos años y es organizado por la Federación Mundial de Karate.
Antonio Díaz ha estado en el podio de esta competición en la modalidad de kata en ocho oportunidades. De estas ha logrado dos veces la medalla de oro; esto lo llevó a convertirse en campeón mundial de la categoría.
Su primera participación en un Campeonato Mundial de Karate fue en la XIII edición en Sun City, Sudáfrica, en 1996. En esta edición quedó en el puesto número 17 de la competición ya que no logró pasar a segunda ronda. Dos años más tarde, en Río de Janeiro 1998, lograría alcanzar la octava posición. En la XV edición del campeonato realizada en Múnich, Alemania en el año 2000, Díaz escaló hasta la quinta posición.
Su primera medalla la lograría en el campeonato de Madrid 2002. Allí fue eliminado en semifinales por el español Javier Hernández 3 a 0. Sin embargo consiguió la medalla de bronce en el repechaje contra B. Wolf de Alemania. En Monterrey 2004 alcanzó la medalla de bronce luego de dos rondas de repechaje con un marcador de 5 a 0 contra el francés Minh Dack y el japonés H. Tsuchinda. Su tercera medalla de bronce la obtuvo dos años más tarde en Tempere, Finlandia, 2006. En esta ocasión el italiano Luca Valdesi lo eliminó en semifinales, sin embargo lograría el bronce ante J. Motram de Inglaterra 4 a 1 en el repechaje.
La XIX edición en Tokio 2008 fue la primera final para Díaz. En esta ocasión alcanzó la medalla de plata tras caer 3 a 2 contra Luca Valdesi. El oro, no obstante, llegaría por primera vez en condiciones similares, tras llegar a la final de Belgrado 2010 contra Luca Valdesi, Díaz lo vencería con un marcador de 4 a 1.
En el Campeonato Mundial de París 2012, Díaz repetiría el oro, sin embargo esta vez lo haría ganando todos los encuentros sin banderas en contra. Esto sucedió por primera vez en la historia de los campeonatos mundiales en la modalidad de kata. La final que ganó 5 a 0 fue contra el francés Minh Dack.
El campeonato de 2014 no fue fácil para Díaz. Esta edición se realizó en Bremen, Alemania. En primera ronda Díaz tuvo que enfrentar a Mattia Busato, quien para el momento era el campeón europeo, sin embargo lo logró vencer con un marcador de 3 a 2. En cuartos, Díaz cayó con un marcador de 3 a 2 contra el alemán Ilja Smorguner.  Sin embargo ganaría la medalla de bronce tras ganar dos encuentros en repechaje contra Mehmet Yakan e Ibrahím Magdy Ahmed con marcador de 3 a 2.
En la edición de 2016 realizada en Linz, Austria, Díaz lograría de nuevo la medalla de bronce. Esta vez perdería contra Ryo Kiyuna 3 a 2 en semifinales, pero vencería en el repechaje 5 a 0 ante el malayo W. Lim Chee.

## Récords
En el campeonato mundial de Karate Do de París 2012 alcanzó el primer lugar ganando todos los encuentros con marcador de 5-0, el mejor resultado que se puede lograr en esta especialidad.
Es el único atleta que ha logrado estar de manera consecutiva en 8 podios del campeonato mundial de karate de la WKF, del 2002 hasta 2016. Debido a esto, logró en el XXIII Campeonato Mundial de Karate de la WKF, en Linz, Austria, el 29 de octubre de 2016, convertirse en el karateka masculino que ha ganado la mayor cantidad de medallas en competiciones individuales (kata masculino) en la historia de este campeonato, por lo cual fue incluido en el registro del Récord Guinness.
Es el único atleta de América en la modalidad de kata en ganar 16 campeonatos panamericanos individuales. Entre enero de 2010 y agosto de 2012 no perdió ningún encuentro en campeonatos internacionales y se mantuvo como número 1 del ranking de la WKF por 4 años consecutivos.

## Rivalidades

### Luca Valdesi
Entre los años 2001 y 2012 Díaz se ha enfrentado 19 veces al italiano Luca Valdesi con quien durante 10 años compartió el dominio de la categoría de kata individual masculino. Díaz ganó 9 de los enfrentamientos, el último fue en la Premier League Alemania 2012.

### Akio Tamashiro
Se enfrentó a Akio Tamashiro en 19 ocasiones de las cuales Díaz logró vencer en 15 de esos encuentros.

### Ryo Kiyuna
Otra rivalidad destacada es con el actual campeón mundial el japonés Ryo Kiyuna con quien se ha enfrentado 6 veces. Díaz ha ganado en 5 ocasiones.

## Además del karate
Antonio Díaz es Licenciado en Comunicación Social, con una mención en Relaciones Publicitarias. Obtuvo una certificación de entrenador personal de la National Strength and Conditioning Association en 2008.